# Carthage (Indiana)
Carthage – miasto w Stanach Zjednoczonych, w stanie Indiana, w hrabstwie Rush.